# ميراي المستقبلية
ميراي المستقبلية (باليابانية: 未来のミライ) بالهيبرونية:Mirai no Mirai ويلفظ: ميراي نو ميراي)؛ هو فيلم أنمي ياباني من إخراج مامورو هوسودا.
أُصدر في 20 يوليو 2018. فيلم ياباني عام 2018 أنمي فيلم مغامر فيلم فنتازيا من تأليف وإخراج مامورو هوسودا وإنتاجه بواسطة استديو تشيزو. تم عرضه لأول مرة في مايو 16، 2018 في Fortnight للمديرين يتألق الفيلم بأصوات موكا كاميشييراشي، هارو كوروكي، الجنرال هوشينو، كوميكو آسو، ميتسو يوشيهارا يوشيكو ميازاكي كوجي ياكوشو وماساهارو فوكوياما.
تم إصداره في 23 أغسطس 2018 في أستراليا  سبتمبر في نيوزيلندا  و 2 نوفمبر في المملكة المتحدة وأيرلندا. تم إصداره في 29 نوفمبر في الولايات المتحدة وكندا. تم ترشيح الفيلم لـ أفضل فيلم رسوم متحركة طويل في جوائز جولدن جلوب 76 أفضل ميزة رسوم متحركة في جوائز اختيار النقاد الـ 24 و أفضل ميزة رسوم متحركة في حفل توزيع جوائز الأوسكار 91؛ هو سادس فيلم أنمي وأول فيلم رسوم متحركة من خارج إستوديو غيبلي ينال  جائزة الأوسكار في الفئة. فاز الفيلم أيضًا بـ أفضل فيلم رسوم متحركة - مستقل في 46th جوائز آني.

## الملخص
كون، مدلل  ذو الأربع أعوام،  يدهبُ إلى الحديقة السحرية حيث يلتقي أُختهُ المستقبلية ميراي التي هي الآن امرأة شابة وقد سافر إلى الوراء في الوقت المناسب إلى رؤيتها. مغامراتهم معًا هي مساعدة كون للتعامل مع تعلم كيفية العيش مع طفلة الرضيعة الشقيقة.

## قصة القيل
كون صبي يبلغ من العمر أربع سنوات ولد لأم تنفيذية وأب مهندس معماري. تعيش الأسرة في منزل متدرج في إيسوغو-كو يوكوهاما صممه والد كون حول شجرة حيث يقضي كون أيامه في اللعب مع كلب العائلة يوكو ومجموعات القطار الخاصة به. ولدت أخت كون ميراي اليابانية من أجل «المستقبل» وهو سعيد في البداية لكنه سرعان ما يشعر بالغيرة عندما يركز والديه كل اهتمامهما عليها. ينتقد والديه خاصة عندما يصبح والده أبًا في المنزل يعمل من المنزل بينما تعود والدته إلى العمل.
بعد إحدى نوبات الغضب هذه ذهب كون إلى حديقة المنزل حيث التقى برجل غريب يدعي أنه «أمير» المنزل. بينما يتذمر الرجل كيف فقد كل الاهتمام عندما ولد كون يدرك كون أن الرجل هو في الواقع يوكو تحول إلى إنسان. يجد ذيل يوكو على الرجل؛ عندما يزيلها ويضعها على نفسه، يتحول إلى كلب.
يقترب يوم الفتيات وتقوم العائلة بإعداد الدمى التقليدية لتمني حظ ميراي. يتجاهل والد كون وضع الدمى بعيدًا بعد انتهاء العطلة. محبطًا مرة أخرى مع عائلته عاد كون إلى الحديقة. هذه المرة يلتقي بفتاة في سن المدرسة المتوسطة تدعي أنها ميراي من المستقبل، والتي تستطيع كون التعرف عليها من خلال الوحمة على يدها اليمنى. لقد عادت بطريقة ما في الوقت المناسب، لأنها قلقة لأنه في كل يوم لا يتم وضع الدمى بعيدًا تضيف سنة واحدة قبل أن تتمكن من الزواج. فيوتشر ميراي قادرة على التخلص من الدمى بمساعدة كون ومساعدة يوكو الإنسانية.
تعرض له جدة كون صورًا لوالدته عندما كانت في سن كون لكنه يستمر في مواجهة والدته وقتًا عصيبًا. في الحديقة مرة أخرى يتم نقله إلى الماضي بسنوات. في المدينة صادف طفلة صغيرة يتعرف عليها من الصور على أنها والدته. الفتاة غاضبة من والدتها لرفضها منحها قطة أليف. يعودون إلى المنزل حيث ترمي الفتاة الصغيرة الألعاب على الأرض والطعام في جميع أنحاء الطاولة. قامت والدتها جدة كون بتوبيخ الفتاة بشدة وهي تبكي. يعود كون إلى الحاضر ويظهر الآن تعاطفه مع والدته لكنه يواصل الشكوى من كل شيء.
يحصل «كون» على دراجة بعجلات تدريب كهدية لكنه يريد أن يتعلم كيفية الركوب بدون عجلات بعد رؤية الأطفال الأكبر سنًا. يساعده والده ولكن كون يبدو غير قادر على إبقاء الدراجة في وضع مستقيم. عاد إلى الحديقة حيث تم نقله إلى الماضي هذه المرة إلى ورشة عمل في ريف اليابان. شاب مصاب في ساقه يأخذ كون في جولة على أحد الخيول بالقرب من متجره ثم على دراجته النارية. بالعودة إلى الحاضر نجح كون في ركوب دراجته باستخدام ما تعلمه. تعرض والدة كون له صوراً تكشف أن الرجل هو جده الأكبر الذي توفي مؤخراً.
تقرر الأسرة الذهاب في رحلة ليوم واحد. كون مرة أخرى يلقي نوبة على ملابسه. في الحديقة وجد محطة قطار (محطة شينكانسن). صبي مراهق يحذره من ركوب القطار لكن كون يعصيه. يأخذه القطار إلى محطة طوكيو حيث يشعر بالذعر من أن يكون بمفرده. يجد مضيفًا يحتاج إلى اسم قريب للاتصال به ويدرك كون أنه لا يعرف حتى أسماء والديه. يرسل المضيف كون إلى قطار سريع ويخبره أنه إذا لم يتمكنوا من العثور على أي شخص ليصطحبه فعليه ركوب ذلك القطار ليصطحبه إلى «الأرض الوحيدة» والتي هي في الأساس جحيم. كون يكتشف الطفلة ميراي على وشك ركوب القطار وينقذها. في هذه المرحلة اعترف أخيرًا أنه شقيقها الأكبر.
تختفي الطفلة ميراي وتصل ميراي المستقبلية لأخذ كون إلى المنزل بالطيران في الهواء. يسقطون على الشجرة التي تضم ماضي العائلة. يرى كون أن والده كان جسديًا أضعف من أن يركب دراجة عندما كان صغيرًا وأن يوكو ترك والدته ليصبح حيوانًا أليفًا وأن والدة كون توقفت عن حب القطط عندما رأت طائراً ضالاً يقتل طائراً وغادرت الحرب العالمية الثانية. أصيبت ساق جده الأكبر والسباق الذي خاضه للفوز بجدة كون الكبرى. يرى كون المستقبل أيضًا ويكتشف أن المراهق في محطة إيسوغو هو كون المستقبل. بالعودة إلى الحاضر يذهب كون الذي أصبح الآن أكثر انفتاحًا في الرحلة مع عائلته.

## نسخ أخرى
تم الإعلان عن رواية الفيلم من قبل «هوسودا» في أبريل 2018، وكانت في ثلاث نسخ قبل العرض الأول للفيلم في اليابان، الذي نشرته شركة «كادوكوا».  تم إصدار النسخة الأولى تحت علامة «كادوكوا بيانكو» "Kadokawa Bunko" الأدبية في 15 يونيو، والنسخة الثانية تحت «كادوكوا تسوباسا بيانكو» "Kadokawa Tsubasa Bunko" في 30 يونيو، والنسخة الثالثة تحت«كوداكوا سناكير بيانكو» "Kadokawa Sneaker Bunko" في 1 يوليو 2018.
أعلنت شركة«ين بريس» "Yen Press" في معرض «اينمي ايكسبو 2018» "Anime Expo 2018" أنها قامت بترخيص الرواية باللغة الإنجليزية.تمت الترجمة الإنجليزية بواسطة «وينفريد برد» "Winifred Bird". قاموا بنشره في غلاف مقوى وكتاب إلكتروني في 30 أكتوبر.

## الموسيقى
عاد «ماساكاتسو تاكاجي»، الذي كان قد سجل في السابق لأطفال هوسودا والولد والوحش، لكتابة الموسيقى التصويرية لميراي. كانت النتيجة الأولية لفيلم «تاكاجي» أكثر توجهاً نحو البوب مع التأثيرات البرازيلية، لكن هوسودا أراد شيئًا أكثر بساطة للعائلة.
قدم المغني وكاتب الاغاني «تاتسورو ياماشيتا» الأغاني الرئيسية للفيلم، وهم: «ميراي نو ثيم» و «قطار الموسيقى».  هذه هي المرة الثانية التي يتعاون فيها «ياماشيتا» مع «هوسودا» منذ فيلمه عام 2009 حروب الصيف.  تم تضمين الأغنيتين في أغنيته رقم 51، والتي صدرت في 11 يوليو.

## روابط خارجية
- ميراي المستقبلية على موقع IMDb (الإنجليزية)
- ميراي المستقبلية على موقع ميتاكريتيك (الإنجليزية)
- ميراي المستقبلية على موقع روتن توميتوز (الإنجليزية)
- ميراي المستقبلية على موقع نتفليكس (الإنجليزية)
- ميراي المستقبلية على موقع ألو سيني (الفرنسية)
- ميراي المستقبلية على موقع بوكس أوفيس موجو (الإنجليزية)
- ميراي المستقبلية على موقع فيلمافينيتي (الإسبانية)
- ميراي المستقبلية على موقع قاعدة بيانات الفيلم (الإنجليزية)
- ميراي المستقبلية على موقع ليتربوكسد (الإنجليزية)
- ميراي المستقبلية على موقع كينوبويسك (الروسية)